# Francho Serrano
Francho Serrano Gracia (Zaragoza, Aragón, España, 17 de octubre de 2001) es un futbolista español que juega como centrocampista en el Real Zaragoza de la Segunda División de España.

## Carrera
Debuta en el Estadio de La Romareda el 1 de noviembre de 2020 en el partido que enfrentaría al Real Zaragoza contra el Real Club Deportivo Mallorca correspondiente a la 10.ª jornada de la Segunda División, completando los noventa minutos del partido, que finalizaría sin goles. En el siguiente partido, que sería el aplazado de la 1.ª jornada contra el Girona Fútbol Club, volvió a partir como titular, ganándose un puesto en el equipo que dirigiría Rubén Baraja. Tras la temporada 21-22 firmó una renovación de contrato hasta el año 2025.

## Selección nacional
Como jugador internacional debutó con la selección de fútbol sub-19 de España en partido amistoso contra la selección de fútbol sub-19 de Dinamarca, disputado en San Pedro del Pinatar el 26 de febrero de 2019.
Con la selección de fútbol sub-21 de España debutó contra la selección de Lituania sub-21, partido que acabaría con la victoria de España, incluido el primer gol de su compañero blanquillo Alejandro Francés, y el debut igualmente que Francho del también zaragocista Iván Azón.

## Clubes
Actualizado al último partido disputado el 30 de mayo de 2025.
| Club                      | Div.          | Temporada     | Liga  | Liga  | Copas nacionales | Copas nacionales | Copas internacionales | Copas internacionales | Total | Total |
| Club                      | Div.          | Temporada     | Part. | Goles | Part.            | Goles            | Part.                 | Goles                 | Part. | Goles |
| ------------------------- | ------------- | ------------- | ----- | ----- | ---------------- | ---------------- | --------------------- | --------------------- | ----- | ----- |
| Deportivo Aragón · España | 3.ª           | 2019-20       | 1     | 0     | ―                | ―                | ―                     | ―                     | 1     | 0     |
| Deportivo Aragón · España | 3.ª           | 2020-21       | 2     | 0     | ―                | ―                | ―                     | ―                     | 2     | 0     |
| Deportivo Aragón · España | Total club    | Total club    | 3     | 0     | 0                | 0                | 0                     | 0                     | 3     | 0     |
| Real Zaragoza · España    | 2.ª           | 2020-21       | 32    | 1     | 2                | 1                | ―                     | ―                     | 34    | 2     |
| Real Zaragoza · España    | 2.ª           | 2021-22       | 30    | 2     | 2                | 0                | ―                     | ―                     | 32    | 2     |
| Real Zaragoza · España    | 2.ª           | 2022-23       | 36    | 1     | 1                | 0                | ―                     | ―                     | 37    | 1     |
| Real Zaragoza · España    | 2.ª           | 2023-24       | 22    | 3     | 1                | 0                | ―                     | ―                     | 23    | 3     |
| Real Zaragoza · España    | 2.ª           | 2024-25       | 37    | 4     | 2                | 0                | ―                     | ―                     | 39    | 4     |
| Real Zaragoza · España    | Total club    | Total club    | 157   | 11    | 8                | 1                | 0                     | 0                     | 165   | 12    |
| Total carrera             | Total carrera | Total carrera | 160   | 11    | 8                | 1                | 0                     | 0                     | 168   | 12    |
| 1.                        |               |               |       |       |                  |                  |                       |                       |       |       |